# Конституція Північної Македонії
Конституція Північної Македонії — найвищий правовий акт Північної Македонії.
Вона була прийнята 17 листопада 1991. Після цього було внесено 19 поправок:
- в 1992 році (1-2)
- в 1998 році (3)
- в 2001 році (4-19)

## Структура
Конституція складається з преамбули і частин. Частини Конституції діляться на кілька розділів:
- Основні положення
- Основні свободи і права людини і громадянина
- Організація державної влади
- Конституційний Суд Північної Македонії
- Місцеве самоврядування
- Міжнародні відносини
- Оборона, військове і надзвичайний стан
- Поправки до Конституції
- Перехідні та прикінцеві положення